# Senonches
Senonches település Franciaországban, Eure-et-Loir megyében. Lakosainak száma 3013 fő (2022. január 1.). Senonches Manou, Digny és Louvilliers-lès-Perche községekkel határos.

## Népesség
A település népessége az elmúlt években az alábbi módon változott:
| Lakosok száma | 2972 | 3407 | 3171 | 3232 | 3121 | 3092 | 3087 | 3032 | 3005 | 3013 |
|               | 1968 | 1982 | 1990 | 2006 | 2013 | 2015 | 2017 | 2019 | 2020 | 2022 |